# 巴安事变
巴安事变是1931年底-1932年10月发生在巴安 (今四川省西部甘孜藏族自治州巴塘县)的国民党官方（委派格桑泽仁为代理人）、当地军阀（刘文辉）与西藏地方三方势力为争夺西康统治权而混战的事件。。

## 背景
1927年刘文辉入主西康，时巴安 (今巴塘县)藏人格桑泽仁(王天华)任蒙藏委员会委员兼藏事处长，蒋介石为分化刘文辉的统治，于1931年底正式任命格桑泽仁为国民党西康党务特派员，回西康开展建党工作，以加强国民党中央对康区的领导。民国二十年（1931年）九一八事变爆发，格桑泽仁作为康藏代表通电全中国，“敬希政府，正式宣战，宁为玉碎，不为瓦全”。民国二十一年（1932年）初，格桑泽仁从成都派人到康定筹备设立西康党务特派员驻康办事处，自己率领巴安籍的学员从云南返回家乡巴安，路经云南昆明时，受云南省政府主席龙云和云南省党政官员欢迎，并被龙云授“滇边宣慰使”职衔，获赠云南造单筒步枪100支及长波电台一部。格桑泽仁抵达巴安时，受到家乡民众热烈欢迎。

## 過程
刘文辉对格桑泽仁的到来深以为忌，便在康定组织“反对格桑泽仁冒充康藏全权代表大同盟”，该大同盟指格桑泽仁冒充“康藏全权代表”，还在康定举行了游行，并致电南京国民政府各个部委以求支持，还派马泽昭、丁子沛作为“真正的民众代表”到南京告状。南京国民政府方面对此未予理睬，并任命格桑泽仁为国民政府参议。同时，刘文辉所属的第24军驻巴安县的军官也恶语中伤格桑泽仁。格桑泽仁在巴安难以开展党务工作，地方乡绅还向他申诉当地驻军恶行，中央所派官员也遭枪杀。巴安县僧俗民人向南京国民政府告状称，
康民受川藏夹压，无可申诉，幸蒙中央委格桑泽仁回康办党，唤醒康人。乃驻康旅长马啸不协力御藏，反压迫西康，并迭令僧等严防格桑，不准入康。僧等以中央大员衔命回康，未敢擅阻，讵驻巴军队竟将党部干事戴良晞要路枪杀，围攻党部。僧民等为拥护中央命令，自卫自决。
同时获得中央、龙云及西康地方势力支持的格桑泽仁提出了“康人治康”，并宣布了五条政纲：
1. 实行地方自治；
2. 主张民族平等；
3. 废除乌拉制度；
4. 改进耕作技术；
5. 发展文教事业。

格桑泽仁还乘军阀混战，藏军又占领甘孜、瞻化等地尚未撤离，刘文辉腹背受敌之际，强缴巴安县驻军第42团的武器，成立了“西康边防司令部”，即西康民族自卫军，格桑泽仁任司令。他还将巴安县的街道更名为“博爱街”、“中山街”、“平等街”、“自由街”等，并任命了巴安县、得荣县等县县长，史称“巴安事变”。
此外，格桑泽仁命令盐井的贡嘎喇嘛缴交第42团驻盐井部的武器。但贡嘎喇嘛拒绝将所缴武器运交巴安县。格桑泽仁率军征讨贡嘎喇嘛，贡噶喇嘛遂投靠了西藏噶厦，和藏军共同进攻巴安民军，并包围巴安县县城。格桑泽仁指挥巴安县军民长期开展巴安保卫战，使藏军未能攻破巴安县。在战事胶着之际，格桑泽仁曾急电南京国民政府主席林森、国民政府军事委员会委员长蒋介石等人，电文中称，
窃鞑赖自清末以来，即与英帝国主义密切勾结，逐我驻藏边陆两军，占我西康二十二县。凡有倾心内向不忘祖者，辄遭杀逐，如藏王丁吉冷之被绞，班禅活佛之被逐，色拉寺三十六名喇嘛永远禁锢，皆荦荦大者，其余僧民之横遭惨杀者，尤指不胜屈。
今之藏印交通则铁道汽车正从事双线建筑，我则无论由川、滇、青、蒙、新任何方面进藏，均以牛马输运，而又受其种种无理之限制，以致边藏交通断绝。商业则以英印过剩货物普遍畅销于康藏，以吸收康藏各项原料，以致西康之康定、云南之阿墩、青海之界谷各商场，一落千丈。教育则英藏文合编之教科书，所在皆是，不许偶用汉文汉语。军事则由西人直接训练，虽及衣履之微，咸取英制，而武器等项更不待言。其包藏祸心，由来已久。民十七经中央派员宣慰，鞑赖虽派代表驻京，而侵略野心，毫不稍戢。故去年大白两寺争产私斗，竟妄动干戈占我甘瞻，中央宽大为怀，派人调解，犹复狡诈百出，抗不交还。

今年巴安二·二六党军冲突，即乘机百端联络，欲假道攻炉，以遂其吞并西康之阴谋，实行其大西藏国之迷梦。故威胁利诱，无所不用其极。泽仁以巴安关系国防，本阋墙御侮之义，严词拒绝。彼计不得逞，竟于五月巧日，令伪前敌指挥西哇冷巴，率军四千余人，猛袭巴安，经泽仁率军民设伏腰击，予以重创。乃移北路主力，大举反攻，欲突破南路，以抄袭北路川军之后，经泽仁抵抗两月余，大小血战九次，始将顽敌击退，曾电呈在案。惟数月以来，军民虽忠义愤发，再接再厉，而孤军无援，终有力竭声嘶，弹尽粮绝之一日，谨恳我中央政府速于援助，俾西陲边防，不致沦为东北之续。
国民政府参谋部回电格桑泽仁称，
所呈各节不为无见，且以地方之力捍卫孤城，抗敌抚民，绥靖边疆，借纾中央西顾之忧，殊深嘉慰。……仍盼以本党立场国家观念，在刘总指挥指导之下努力奋斗，为西康改革之先驱。
格桑泽仁和藏军战斗之时，刘文辉调第24军马成龙团到巴安县进行弹压。马成龙团到达巴安县后，首先击败了藏军，藏军撤退。其后，马成龙团迫使巴安民军上缴武器，并捕杀了几位格桑泽仁手下干部。格桑泽仁在此之前便潜往农村，躲过一劫，此后经云南返回南京。至此，巴安事变以格桑泽仁失败，藏军溃退回金沙江以西，刘文辉继续统治巴安县而告终。